# Эруйгур, Шенер
Мехмет Шенер Эруйгур (17 июня 1941, Эрзурум — 20 февраля 2023, Стамбул) — бывший турецкий генерал. С 2002 по 2004 год был главнокомандующим жандармерии Турции, а позже возглавил Ассоциацию мысли Ататюрка.

## Биография
Родился 17 июня 1941 года в Эрзуруме. Он закончил высшую военную школу Кулели и в 1960 году окончил Военную академию по специальности артиллерийский офицер. Генерал Эруйгур, окончивший артиллерийское училище в 1961 году, до 1971 года служил командиром группы и батареи, а также штабным офицером в различных артиллерийских частях. В 1971—1973 годах окончил Военную академию. Закончив факультет делового администрирования Университета Ататюрка в 1973—1974 учебном периоде, Org. Эруйгур окончил Оборонный колледж НАТО в 1975 году и до 1976 года служил на различных должностях в Китах и в штаб-квартире.
Омельным атташе Бухареста в 1976—1978 годах, а затем, соответственно; Он служил командиром 5-го корпуса артиллерийской группы и командиром 105-го артиллерийского полка, членом факультета военной академии и начальником операций 1-й армии, а в 1987 году был произведен в бригадный генерал. В этом звании он занимал должности начальника Управления комплектования войск Министерства национальной обороны и командующего 49-й пехотной бригадой. Генерал Эруйгур, получивший звание генерал-майора в 1991 году, с 1991 по 1993 год занимал должность военного управления Министерства национальной обороны, а с 1993 по 1996 год — командир артиллерийской ракетной школы и учебного центра. Его повысили до генерал-лейтенанта в 1996 году, соответственно; Он служил командиром 5-го корпуса и заместителем министра национальной обороны.
Скончался 20 февраля 2023 года, он был похоронен на кладбище Караджаахмет.